# Phyllobrostis kandaharensis
Phyllobrostis kandaharensis là một loài bướm đêm thuộc họ Lyonetiidae. Nó là loài duy nhất được tìm thấy ở Quandahar in Afghanistan.
Sải cánh dài 5.2-6.2 mm mm.